# Уго Фосколо
Уго Фосколо (6 февруари 1778 – 10 септември 1827) е италиански писател, асоцииран с неокласицизма и пре-романтизма. Роден на о. Занте, Венецианска република (днес Закинтос, Гърция), започва да учи във Венеция, а после в Падуа. Сред най-известните му творби е епистоларния роман „Последните дни на Якопо Ортис“, който отприщва вълна от самоубийства в Италия.

След емиграция в Австрия и Швейцария, където пише сатири, той най-накрая се установява в Лондон, където прекарва и последните години от живота си, радвайки се на популярност и респект от висшите кръгове.
1. ↑  120155069 //   Посетен на 21 април 2016 г.